# Valoviti pedic
Valoviti pedic (znanstveno ime Cabera exanthemata)  je metulj iz družine pedicev, ki je razširjen po Palearktiki in Bližnjem vzhodu.

## Opis in biologija
Odrasli metulji imajo premer kril med 30 in 35 mm. Odrasli so aktivni od maja do avgusta v dveh generacijah.
Gosenice so zelene barve z rumenimi obročki ter črnimi in škrlatnimi pegami. Hranijo se na vrbah, bukvah, brezah in na trepetliki. Prezimijo bube.